# Verenin Grazia
Verenin Grazia (Rimini, 2 giugno 1898 – Bologna, 31 maggio 1972) è stato un sindacalista, partigiano e politico italiano.

## Biografia
Verenin Grazia, soprannominato partigiano «Montini», nato da Vittorio e Rosa Guidi, anarchico in gioventù, aderì in seguito al Partito Socialista Italiano.
Alla vigilia della prima guerra mondiale fu attivista a Rimini del sindacato anarchico aderente all'Unione Sindacale Italiana (USI). Per qualche tempo fu anche funzionario del sindacato anarchico a Milano. Alla fine della prima guerra mondiale a Rimini ricoprì numerosi incarichi nel movimento cooperativo romagnolo. Fu direttore del Consorzio cooperative agricole e di consumo di Rimini. Nello stesso periodo di tempo fece parte della segreteria nazionale dell'USI e della redazione del settimanale regionale anarchico “Sorgiamo!”. Nel 1922, quando il Consorzio cooperativo di Rimini fu sciolto dai fascisti, si trasferì a Bologna. Lavorò per qualche tempo all'ufficio regionale del lavoro, poi espatriò in Francia a causa delle persecuzioni fasciste. Negli anni '30 aderì al PSI.
Nei primi giorni dell'agosto 1943 partecipò alla riunione, presente Pietro Nenni, per l'unificazione del PSI e del MUP e la conseguente nascita del PSUP, poi PSIUP. Con l'inizio della Resistenza armata, fu designato a far parte del CLN provinciale. Organizzò una brigata partigiana sull'Appennino tosco-romagnolo e assunse la segreteria del CLN regionale dell'Emilia-Romagna, incarico che mantenne ininterrottamente sino alla Liberazione. Qui divenne il coordinatore delle numerose commissioni di lavoro (economica, giuridica, lavoro, ecc.) costituite all'interno del massimo organismo politico della Resistenza. Alla fine della guerra, deputato della Consulta Nazionale studiò e approntò il progetto di legge, cosiddetto del «maltolto», per restituire alla cooperazione i beni patrimoniali e immobiliari espropriati dal fascismo. Fu anche eletto Parlamentare della Camera dei deputati nella I legislatura della Repubblica Italiana, restando in carica fino al 1953.

## Opere
- Studio sulla Resistenza emiliana, in "La Squilla", pubblicato a puntate dal n. 43 del 1955 al n. 37 del 1956;
- Bologna socialista nella lotta di liberazione, in «Almanacco socialista 1946», Milano, 1946;
- La liberazione di Bologna, in Storia dell'antifascismo italiano, a cura di L. Arbizzani e A. Caltabiano, Roma, Editori Riuniti, 1964, vol.II, pp. 301–8.